# François van der Linde
François van der Linde (* 20. Juli 1941 in La Chaux-de-Fonds, Kanton Neuenburg; † 21. Juni 2021 in Egg, Kanton Zürich) war ein Schweizer Präventivmediziner und Experte für Drogenpolitik. Er prägte massgeblich die Entwicklung der modernen Schweizer Drogenpolitik und war langjähriger Vorsitzender der Eidgenössischen Kommissionen für Drogenfragen.

## Leben und Karriere

### Ausbildung und beruflicher Werdegang
François van der Linde absolvierte ein Medizinstudium an der Universität Zürich und arbeitete anschliessend in der klinischen Medizin. Danach erwarb er einen Master in Public Health an der University of California, Berkeley, und war kurzzeitig für die Weltgesundheitsorganisation (WHO) im Pocken-Ausrottungsprogramm in Indien tätig, bevor er in die Schweiz zurückkehrte und sich gesundheitspolitischen Fragen widmete.
In den 1980er-Jahren übernahm er die Leitung des präventivmedizinischen Dienstes im Kanton St. Gallen und setzte sich dort intensiv mit den Herausforderungen der Drogenproblematik auseinander.
1999 wurde van der Linde Präsident der Schweizerischen Gesundheitsstiftung RADIX, der er bis 2011 vorstand.

### Engagement in der Drogenpolitik
Van der Linde präsidierte von 1981 bis 1997 die Subkommission Drogen, die der damaligen Eidgenössischen Betäubungsmittelkommission zugeordnet war, und leitete von 1997 bis 2011 deren Nachfolgekommission EKDF (Eidgenössische Kommission für Drogenfragen). Während seiner Amtszeit erlebte die Schweiz offene Drogenszenen, etwa am Platzspitz in Zürich, was eine Neuausrichtung der Drogenpolitik erforderlich machte. Die Expertenkommissionen berieten den Bundesrat und erarbeiteten Empfehlungen zur Weiterentwicklung der Schweizer Drogenstrategie. In diesen Funktionen prägte van der Linde über drei Jahrzehnte die Schweizer Drogenpolitik.
Seine pragmatische Haltung trug massgeblich dazu bei, die eskalierende Drogensituation der 1980er- und 1990er-Jahre in der Schweiz mit wissenschaftlich fundierten und innovativen Ansätzen zu bekämpfen. Er war eine treibende Kraft bei der Entwicklung des Vier-Säulen-Modells, das die Säulen Prävention, Therapie, Schadensminderung und Repression vereinte und zur Grundlage der Schweizer Suchtpolitik wurde.
Das Modell fand international Beachtung und wurde von städtischen Gesundheitsbehörden in verschiedenen Ländern, darunter Frankfurt am Main und Vancouver, übernommen und adaptiert. Es gilt als pragmatischer und menschenwürdiger Ansatz im Umgang mit Drogenproblemen. Besonders setzte sich van der Linde für die kontrollierte Heroinabgabe als gesundheitspolitische Massnahme ein, um die HIV- und AIDS-Epidemie einzudämmen sowie die Beschaffungskriminalität zu reduzieren.
Ein weiteres zentrales Anliegen war die Entkriminalisierung des Drogenkonsums. Er kritisierte die Widersprüche in der Drogenpolitik, insbesondere die gesellschaftliche Akzeptanz von Alkohol und Tabak gegenüber der Kriminalisierung anderer Substanzen. Zudem initiierte er in St. Gallen die Einrichtung medizinisch-sozialer Hilfsstellen für Drogenabhängige und setzte sich für eine evidenzbasierte, pragmatische Drogenpolitik ein, die auf wissenschaftlichen Erkenntnissen beruhte.
Neben seiner Arbeit in der Schweiz war van der Linde international ein gefragter Experte und trug dazu bei, das Schweizer Modell der Drogenpolitik in anderen Ländern bekannt zu machen.

## Einfluss und Vermächtnis
Obwohl van der Linde wesentliche Fortschritte in der Schweizer Drogenpolitik vorantrieb, blieb ihm der politische Erfolg einer vollständigen Entkriminalisierung des Drogenkonsums verwehrt. Dennoch war er eine Schlüsselfigur bei der Etablierung eines humaneren und wirksameren Umgangs mit Drogenabhängigen.
Sein Engagement reichte jedoch über die Drogenpolitik hinaus: Er spielte eine zentrale Rolle bei der Einführung eines nationalen Krebsregisters, das zur Verbesserung der Erfassung und Bekämpfung von Krebserkrankungen in der Schweiz beitrug.

## Privatleben
François van der Linde wurde als Sohn niederländischer Eltern in La Chaux-de-Fonds geboren und wuchs in Zürich auf. Er war verheiratet und Vater von vier Kindern.